# Sipho Dube
Sipho Dube (ur. 10 stycznia 1972) – suazyjski piłkarz grający na pozycji bramkarza. Jest wychowankiem klubu Mbabane Highlanders FC.

## Kariera klubowa
Swoją karierę piłkarską Dube rozpoczął w klubie Mbabane Highlanders FC. W sezonie 2000/2001 zadebiutował w jego barwach w pierwszej lidze suazyjskiej. Wraz z tym klubem wywalczył mistrzostwo kraju w sezonie 2000/2001, trzy wicemistrzostwa kraju w sezonach 2003/2004, 2015/2016 i 2021/2022 oraz dwa Puchary Eswatini w latach 2009 i 2010.

## Kariera reprezentacyjna
W reprezentacji Eswatini Dube zadebiutował 8 marca 1998 w przegranym 0:1 meczu COSAFA Cup 2008 z Angolą. Od 1998 do 2004 wystąpił w kadrze narodowej 15 razy.